# 中村宗祠
中村宗祠位于中华人民共和国湖南省郴州市永兴县，始建于明朝永乐年间，是当地刘姓居民的宗祠。1928年湘南起义期间，黄克诚、尹子韶等中国共产党成员在此策动过武装暴动。2013年，“板梁暴动夺枪旧址——中村宗祠”作为湘南起义旧址群的子项被公布为第七批全国重点文物保护单位。

## 历史
中村宗祠始建于永乐十八年（1420年），为当地刘姓村民供奉祖先的祠堂。民国17年（1928年）2月2日，被年关暴动打散的宜章挨户团领导人吴国斌携18名团丁撤到永兴板梁村暂时落脚，8日，黄克诚、尹子韶、刘承羔等中共领导的农军领导人发动板梁暴动，一举夺取了民团的全部枪支弹药，并在中村宗祠召开大会，宣布建立“永兴县工农革命军第一师”。
中华人民共和国成立后，作为湘南起义旧址群的一部分，中村宗祠在2011年入选第九批湖南省文物保护单位，2013年升格为第七批全国重点文物保护单位。2018年，郴州市文物事业管理处对中村宗祠进行了一定程度的修缮。

## 建筑
中村宗祠建筑占地288.2平方米，坐西朝东（偏北10°），南北宽11米，东西长26.2米，砖木结构单檐硬山顶。前后二进、左右单开间，由前到后依次为大门、前厅、露天坪、后厅和厢房。大门右侧书写有“中村宗祠”四字，梁枋上饰有双龙戏珠图案，山墙上书写有“忠、孝、廉、节”四字。2010年代，中村宗祠存在年久失修的状况，石柱、青石地面出现破损，堂屋后的佛龛也有一定破损，后得以修缮。